# Or Jehuda
Or Jehuda (hebr. אור יהודה; arab. أور يهودا; ang. Or Yehuda; pol. dosł. Światło Judy) – miasto położone w Dystrykcie Tel Awiwu w Izraelu. Leży na równinie Szaron nad Morzem Śródziemnym, w zespole miejskim Gusz Dan.

## Położenie

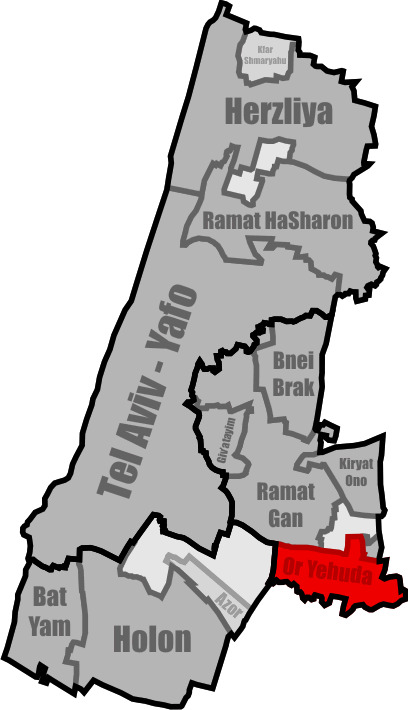
Lokalizacja Or Jehuda w metropolii Gusz Dan

Or Jehuda jest położony na kontynencie azjatyckim, na wschodnim wybrzeżu Morza Śródziemnego 32°01′52″N 34°50′45″E/32,031111 34,845833. Miasto leży na nadmorskiej równinie Szaron, na historycznej drodze lądowej łączącej Europę, Azję i Afrykę.
Miasto Or Jehuda jest położone w odległości 50 km na północny zachód od Jerozolimy i 98 km na południe od Hajfy. Leży w otoczeniu miast Tel Awiwu, Ramat Gan, Kirjat Ono i Jehud-Monosson, miasteczek Savyon i Azor, oraz moszawów Cafrijja i Chemed. Na południe od miasta jest międzynarodowy port lotniczy im. Ben-Guriona, natomiast na północ jest baza wojskowa Tel-Hashomer należąca do Sił Obronnych Izraela.

## Środowisko naturalne
Miasto powstało na stosunkowo mało żyznych gruntach.

### Klimat
Or Jehuda ma klimat śródziemnomorski, który charakteryzuje się gorącymi i wilgotnymi latami oraz chłodnymi i deszczowymi zimami. Wiosna rozpoczyna się w marcu, a w drugiej połowie maja rozpoczyna się lato. Średnia temperatura latem wynosi 26 °C, a zimą 12 °C (średnia z lat 1988–2000). Opady śniegu są rzadkością, ale zdarza się spadek temperatury do 5 °C. Największe opady deszczu występują pomiędzy październikiem a kwietniem. Suma rocznych opadów atmosferycznych wynosi 530 mm.

## Demografia
Zgodnie z danymi Izraelskiego Centrum Danych Statystycznych w 2009 roku w mieście żyło 32,7 tys. mieszkańców, z czego 98,9% stanowią Żydzi, a 1,1% inne narodowości.
Zgodnie z danymi Izraelskiego Centrum Danych Statystycznych w Or Jehuda w 2000 było 10 281 zatrudnionych pracowników i 1079 pracujących na własny rachunek. Pracownicy otrzymujący stałe pensje zarabiali w 2000 średnio 5069 NIS, i otrzymali w ciągu roku podwyżki średnio o 10,8%. Przy czym mężczyźni zarabiali średnio 6220 NIS (podwyżka o 8,9%), a kobiety zarabiały średnio 3901 NIS (podwyżka o 12,9%). W przypadku osób pracujących na własny rachunek średnie dochody wyniosły 6638 NIS. W 2000 roku w Or Jehuda było 598 osób otrzymujących zasiłek dla bezrobotnych i 1605 osób otrzymujących świadczenia gwarantowane.
Populacja miasta pod względem wieku:
| Wiek (w latach) | Procent populacji w % |
| --------------- | --------------------- |
| 0-4             | 9,6%                  |
| 5-9             | 9,0%                  |
| 10-14           | 7,7%                  |
| 15-19           | 7,9%                  |
| 20-29           | 16,4%                 |
| 30-44           | 20,2%                 |
| 45-59           | 17,7%                 |
| ponad 60        | 11,6%                 |

Źródło danych: Central Bureau of Statistics.

## Historia

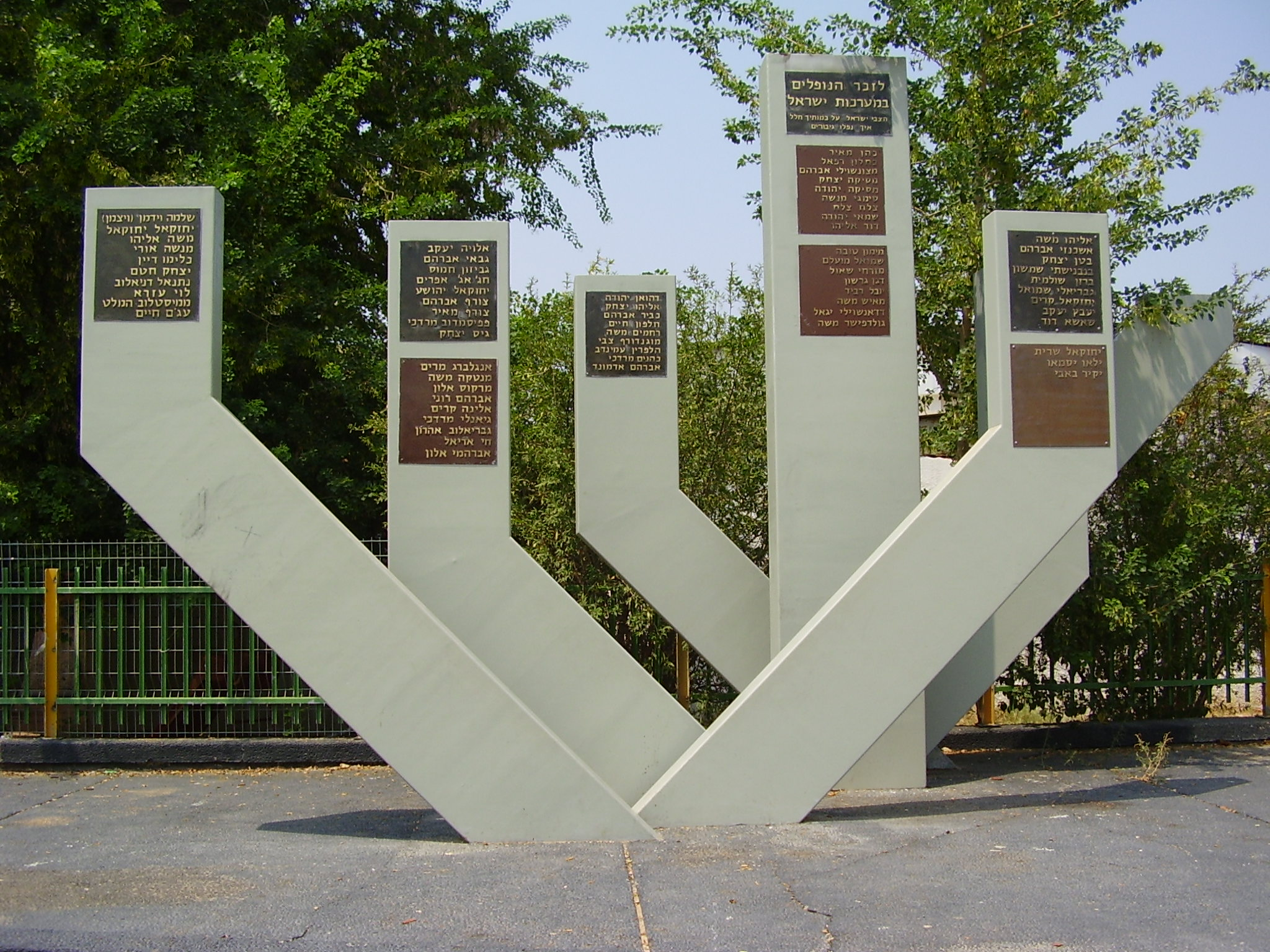
Pomnik bohaterów wojennych w Or Jehuda

Pierwotnie znajdowała się tutaj arabska wioska Saqiya (arab. ساقِية), która została zniszczona podczas wojny domowej w Mandacie Palestyny w dniu 25 kwietnia 1948.
W 1949 na miejscu zniszczonej arabskiej wioski utworzono obóz dla żydowskich imigrantów z Turcji, Iraku i Libanu. W 1950 powstała rolnicza osada Or Jehuda, w której zamieszkali Żydzi sefardyjscy. W 1988 Or Jehuda otrzymała prawa miejskie.
23 kwietnia 2001 palestyńscy terroryści z Hamasu zdetonowali bombę ukrytą w samochodzie-pułapce przed sklepem w Or Jehuda. Rannych zostało 8 osób.
20 maja 2008 grupa studentów lokalnych jesziw spaliło publicznie kilkaset egzemplarzy Nowego Testamentu, protestując w ten sposób przeciwko działalności chrześcijańskich misjonarzy w Izraelu. Policja wszczęła w tej sprawie śledztwo.
W 2008 do miasta włączono część obszaru samorządu regionu Ef’al, w tym wioskę Ramat Pinkas (hebr. רָמַת פִּנְקָס).

### Nazwa
Miasto nazwano na cześć Elkalai Jehudy, jednego z przywódców Syjonizmu w XIX wieku.

## Kultura

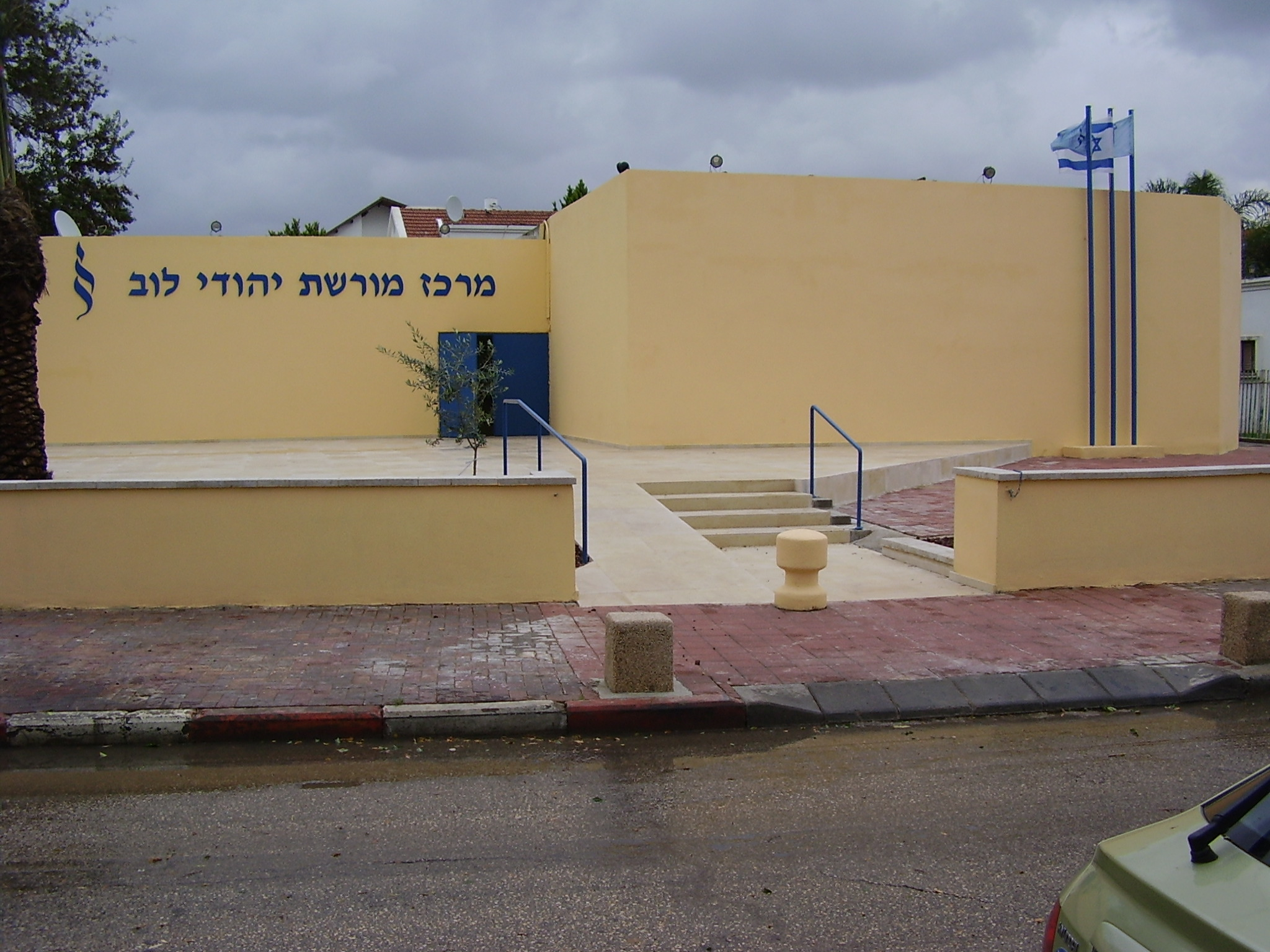
Lybian Jewish Heritage Museum w Or Jehuda

W Or Jehuda znajduje się Muzeum Żydów Babilońskich (ang. The Babylonian Jewry Heritage Center), które reprezentuje bogactwo kultury Żydów z Iraku. Muzeum zostało założone w 1988 i obecnie spełnia rolę ważnego centrum kultury. Osobnym muzeum jest Muzeum Dziedzictwa Żydów Libijskich.

## Edukacja i nauka
W mieście znajduje się 10 szkół podstawowych i 6 szkół średnich, w których uczy się 5,1 tys. uczniów. Niektóre szkoły to: Oranim, Saadia Gaon, Ner David, Hadarim, Ha-Pardes, Arazim, Sheizaf, Makif Ferka’uf, Ma’ale Savionim, Ba-Ma’ale i Amram Gaon.
Z uczelni religijnych są tutaj: Rogozin Religious High School, Birkat Itschak Jeshiva, Ha-Jeshiva Ha-Gdola, Jeshiva High School Or Hanna i Chabad of Or Yehuda.

## Gospodarka
Przy międzynarodowym porcie lotniczym im. Ben-Guriona utworzono strefę przemysłową, w której działają liczne przedsiębiorstwa (nanotechnologia, telekomunikacja, high-tech i inne).

## Transport
Wzdłuż północnej granicy miasta przebiega droga nr 461 , którą jadąc na zachód dojeżdża się do autostrady nr 4  (Erez–Kefar Rosz ha-Nikra), a jadąc na wschód dojeżdża się do miasta Jehud-Monosson. Prowadząca na północ droga nr 4622 prowadzi do miasta Kirjat Ono i miasteczka Savyon. Wzdłuż południowej granicy miasta przebiega droga nr 412 , którą jadąc na południowy zachód dojedzie się do moszawu Chemed i węzła drogowego z autostradą nr 1  (Tel Awiw–Jerozolima).
Transport w Or Jehuda jest obsługiwany tylko przez autobusy. Będąc częścią aglomeracji miejskiej Gusz Dan, wszystkie linie autobusowe wychodzą poza granice miasta, tworząc dogodne połączenia z sąsiednimi miastami. Największą liczbę linii autobusowych w mieście obsługuje Dan Bus Company i Egged.